# マリアーノ・ヴェーテレ
マリアーノ・ヴェーテレ（伊: Magliano Vetere）は、イタリア共和国カンパニア州サレルノ県にある、人口約700人の基礎自治体（コムーネ）。

## 地理

### 位置・広がり

#### 隣接コムーネ
隣接するコムーネは以下の通り。
- フェリット
- ラウリーノ
- モンテフォルテ・チレント
- オッリア
- スティーオ

## 行政

### 分離集落
マリアーノ・ヴェーテレには、以下の分離集落（フラツィオーネ）がある。
- Capizzo, Magliano Nuovo, Palazzo Soccorso